# إدواردو غولدانيجا
ادواردو غولدانيجا (بالإيطالية: Edoardo Goldaniga) (2 نوفمبر 1993 بميلانو في إيطاليا - ) هو لاعب كرة قدم إيطالي في مركز الدفاع. شارك مع منتخب إيطاليا تحت 20 سنة لكرة القدم ومنتخب إيطاليا تحت 21 سنة لكرة القدم. أما مع النوادي، فقد لعب مع نادي باليرمو ونادي بيروجيا ونادي بيزا وإيه أس بيتزاغيتوني.

## وصلات خارجية
- إدواردو غولدانيجا على موقع قاعدة بيانات كرة القدم.إي يو (الإنجليزية)
- إدواردو غولدانيجا على موقع ليكيب (الفرنسية)
- إدواردو غولدانيجا على موقع Soccerbase.com (لاعب) (الإنجليزية)
- إدواردو غولدانيجا على موقع Soccerway.com (الإنجليزية)
- إدواردو غولدانيجا على موقع AS.com (الإسبانية)